# Nyridela xanthocera
Nyridela xanthocera là một loài bướm đêm thuộc phân họ Arctiinae, họ Erebidae.